# Донских, Олег Викторович
Оле́г Ви́кторович Донски́х (род. 7 декабря 1968, Добринка, Липецкая область) — руководитель департамента правового обеспечения министерства сельского хозяйства Российской Федерации, сын Виктора Васильевича Донских.

## Биография
Родился 7 декабря 1968 года в поселке Добринка в семье председателя Добринского райисполкома Виктора Васильевича Донских. Окончил среднюю школу № 44 города Липецка.
С 1987 по 1989 год служил в военной части N 9939 (аэропорт Шереметьево-2) КГБ СССР.
В 1993 году окончил Воронежский государственный педагогический институт по специальности «учитель истории и правовед», в 1997 году — экономический факультет Воронежского государственного аграрного университета по специальности «экономист финансовых и налоговых структур сельского хозяйства».
С 1991 года работал специалистом по реализации продукции на совместном советско-шведском предприятии «Прогресс».
В октябре 1993 года перешёл в ОАО «Сенцовоагропромснаб», где работал заместителем главного инженера, начальником отдела маркетинга, заместителем технического директора. Позднее возглавил станцию технического обслуживания автомобилей в Липецке.
В июле 2001 года Олег Донских избран генеральным директором ОАО «Липецкагроснабсервис». C марта 2003 по июль 2008 года занимал пост председателя Совета директоров.
С июля 2008 по апрель 2009 года руководил обособленным подразделением по Центральному федеральному округу государственной агропромышленной лизинговой компании ОАО «Росагролизинг».
6 апреля 2009 года назначен начальником управления сельского хозяйства Липецкой области.
С 22 июня 2009 года — директор Департамента административной работы и внешних связей Министерства сельского хозяйства Российской Федерации.
20 февраля 2012 года взял внеплановый отпуск, а затем направил в Минсельхоз России заявление с просьбой об увольнении по собственному желанию.
17 апреля 2012 года объявлен в федеральный розыск как обвиняемый в совершении преступления, предусмотренного ч. 4 ст. 159 УК РФ (Мошенничество, совершенное организованной группой либо в особо крупном размере).
Находится в красном списке розыска по линии Интерпол
Член партии «Единая Россия»
В мае 2024 года задержан в Москве силами ФСБ и этапирован в Липецкий СИЗО.